# Uprising (canción)
«Uprising» es una canción de la banda de rock inglesa Muse, perteneciente a su quinto álbum de estudio, The Resistance, y lanzada como primer sencillo el 7 de septiembre de 2009. La canción fue un verdadero éxito en los Estados Unidos. Llegó al número 1 del Billboard Alternative Songs, y permaneció en esa posición durante 17 semanas, convirtiéndose así en la segunda canción en mantenerse en el número 1 durante tanto tiempo en esa lista. También se mantuvo dentro del Top 10 durante 53 semanas. Dentro del Billboard Hot 100, supuso la primera entrada de Muse en el Top 40. Según Nielsen, «Uprising» fue el último sencillo del Reino Unido en llegar a la cima de una lista americana en los años 2000s, así como el primer sencillo del país que llega a la cima de una lista americana para el decenio de 2010. 
Al igual que muchas de las canciones de The Resistance, «Uprising» está inspirada en la novela 1984 de George Orwell, y más particularmente por el libro Confesiones de un sicario económico (2004) de John Perkins. 

## Composición
«Uprising» es una canción de protesta glam rock inspirada por las protestas contra el G20 y la crisis bancaria del 2008. Cuando se le preguntó por el significado de "they" de la letra ("They will not force us, they will stop degrading us, they will not control us"), Bellamy se refirió a la corporatocracia, la democracia representativa, los grupos de presión y "las grandes corporaciones que explotan al mundo, a la gente y a la naturaleza" mencionadas en el libro de John Perkins. "Es la idea de que existe un poder corporativo que está por encima de los gobiernos y que tienen mucha influencia sobre ellos".
La canción es rápidamente reconocible por su energía, el riff de bajo, los coros y su espíritu revolucionario. La canción tiene tintes de himno, con Bellamy comentando que la canción fue hecha para ser cantada por una multitud, no por una sola persona. La batería, las palmas, la melodía del sintetizador y el parche suenan muy similares a la pista de The Timelords/KLF's "Doctorin' the Tardis", un homenaje a la serie mítica de la BBC Doctor Who, que a su vez usa el riff de "Rock and Roll" de Gary Glitter. El riff de guitarra es muy similar al coro de la canción de Blondie "Call Me", y en referencia a esto, la banda norteamericana mezcló la música de ambas canciones durante la gira "Endangered Species" de 2010.
La canción fue producida por Muse y mezclada por Mark 'Spike' Stent.

## Lanzamiento y recepción
El título de «Uprising» fue revelado por primera vez el 3 de julio de 2009, cuando la lista de pistas del álbum fue lanzada de forma esporádica en la cuenta de Twitter de la banda. Ese mismo mes se reveló que la banda se presentaría a los MTV Video Music Awards de 2009. Tocaron en el teatro de enfrente de donde se llevaron a cabo los VMAs, y fueron presentados por Gerard Butler. El 28 de julio de 2009 Zane Lowe tocó una muestra de 32 segundos de la canción en la BBC Radio 1 por delante de su primera reproducción en su totalidad el 3 de agosto de 2009.
«Uprising» alcanzó la posición 37 en la lista Billboard Hot 100 de los Estados Unidos, y apareció en el Top 10 de varios países, incluyendo Inglaterra, Bélgica, Dinamarca, Finlandia y Escocia. Fue disco diamante en Francia, doble platino en Estados Unidos, platino en Reino Unido, Suiza, España, Portugal, Italia y Dinamarca, y oro en Australia, Bélgica, Canadá y Nueva Zelanda. De este modo, «Uprising» se convirtió en el sencillo más exitoso de Muse hasta la fecha.
La canción, una de las primeras en ser producida por Muse, ganó el premio "Mejor Sencillo" en los Music Producers Guild Awards de 2010 (Premios del Sindicato de Productores de Música).

## Video musical
El video musical, dirigido por la colectiva estadounidense Hydra (Sam Stephens, John Hobbs y otros), se estrenó en MTV2 el 17 de septiembre de 2009. La banda toca en un camión pequeño a través de una ciudad en miniatura, con una mecha encendida que viene detrás. A veces, también se les ve tocando dentro de un tráiler que parece que está explotando. A través de la ventana de una tienda de televisores la banda en un punto mira a las televisiones con osos de peluche en las pantallas; Matt rompe la ventana y las televisiones con su guitarra. Al final del vídeo un grupo de osos de peluche se levantan desde el suelo y comienzan a destruir la ciudad en miniatura, solo para caer al final del video. Este momento rinde homenaje a la escena culminante de Los cazafantasmas (1984).
El vídeo fue nominado a "Best Rock Video" y "Mejores Efectos Especiales" en los MTV Video Music Awards 2010, ganando el segundo de los dos premios.

## Controversia
En una entrevista al periódico británico The Observer, Bellamy reveló que ciertos políticos estadounidenses habían intentado utilizar la canción en sus protestas. En concreto, el presentador de Fox News y fan de Muse Glenn Beck se apropió del álbum The Resistance, y en concreto de «Uprising», para promocionar sus videos de YouTube. Muse rechazaron varias peticiones de utilizar la canción para sus protestas.
Bellamy, quien se considera liberal de izquierdas, explicó que "en los Estados Unidos, la subcultura de las teorías de la conspiración ha sido apropiada por la derecha para intentar derrumbar a gente como Obama y lanzar un liberalismo de derechas". Como respuesta, Beck escribió una carta abierta a Bellamy: "Por incómodo que pueda ser para ti, seguiré tocando tus canciones en voz alta. Para mí, tus canciones son himnos que suplican coros de unidad y plantean la pregunta fundamental que enfrenta el mundo hoy en día: ¿puede el hombre gobernarse a sí mismo?"
En 2015, China prohibió a Muse tocar «Uprising» en el país por ser "políticamente peligrosa".

## Lista de canciones
Todas las canciones compuestas por Matthew Bellamy; "Who Knows Who" coescrita con Mike Skinner.
Descarga digital
1. "Uprising" – 5:03

7" vinyl (WEA458)
1. "Uprising" – 5:03
2. "Who Knows Who" (con Mike Skinner) – 3:24

CD single (WEA458CD)
1. "Uprising" – 5:03
2. "Uprising" (Does It Offend You, Yeah? remix) – 4:00

Descarga muse.mu
1. "Uprising" (En vivo desde Teignmouth 04.09.09) – 5:37

Promo Hong Kong CD-R
1. "Intro" – 0:14
2. "Uprising" (Edición para radio) – 4:08

## Listas
| Lista (2009–2010)                            | Máxima posición |
| -------------------------------------------- | --------------- |
| Australian Singles Chart                     | 23              |
| Austrian Singles Chart                       | 29              |
| Belgian Singles Chart (Flanders)             | 12              |
| Belgian Singles Chart (Wallonia)             | 6               |
| Canadian Singles Chart                       | 28              |
| Danish Singles Chart                         | 5               |
| Dutch Singles Chart                          | 22              |
| EE. UU. Billboard Hot 100                    | 37              |
| EE. UU. Billboard Rock Songs                 | 2               |
| EE. UU. Billboard Alternative Songs          | 1               |
| EE. UU. Billboard Hot Mainstream Rock Tracks | 28              |
| EE. UU. Billboard Adult Top 40               | 19              |
| Finnish Singles Chart                        | 8               |
| French Digital Singles Chart                 | 10              |
| German Singles Chart                         | 40              |
| Irish Singles Chart                          | 11              |
| Italian Singles Chart                        | 14              |
| Japan Hot 100 Singles                        | 12              |
| New Zealand Singles Chart                    | 12              |
| Norwegian Singles Chart                      | 4               |
| Polish Singles Chart                         | 1               |
| Swedish Singles Chart                        | 13              |
| Swiss Singles Chart                          | 8               |
| UK Singles Chart                             | 9               |
| European Hot 100                             | 17              |

| Predecesor: "Notion" por Kings of Leon "Check My Brain" por Alice in Chains | Billboard Alternative Songs Sencillo número uno 26 de septiembre de 2009 – 3 de octubre de 2009 17 de octubre de 2009 - 28 de enero de 2010 | Sucesor: "Check My Brain" por Alice in Chains "Kings and Queens" por 30 Seconds to Mars |